# Martin Černík
Martin Černík (* 25. Mai 1976 in Hořice) ist ein ehemaliger tschechischer Snowboarder. Er startete in den Disziplinen Halfpipe und Big Air.

## Werdegang
Černík, der für den Klub Mladých Prkýnkářů startete, nahm im November 1997 in Tignes am Snowboard-Weltcup der FIS teil, wobei er den 33. Platz in der Halfpipe errang. Bei den Snowboard-Weltmeisterschaften 2005 in Whistler belegte er den 29. Platz in der Halfpipe und den 12. Rang im Big Air. In der Saison 2005/06 errang er mit Platz acht in der Halfpipe in Leysin seine erste Top-Zehn-Platzierung im Weltcup und bei seiner einzigen Teilnahme an Olympischen Winterspielen im Februar 2006 in Turin den 33. Platz in der Halfpipe. In der folgenden Saison kam er mit Platz acht in der Halfpipe in Bardonecchia und Rang sieben im Big Air in Turin auf den 32. Platz im Halfpipe-Weltcup sowie auf den 23. Rang im Big-Air-Weltcup und erreichte damit seine Gesamtplatzierungen. Beim Saisonhöhepunkt, den Snowboard-Weltmeisterschaften 2007 in Arosa, belegte er den 21. Platz in der Halfpipe und den 13. Rang im Big Air. Bei den Snowboard-Weltmeisterschaften 2009 in Gangwon kam er auf den 30. Platz in der Halfpipe sowie auf den 19. Rang im Big Air und bei den Snowboard-Weltmeisterschaften 2011 in La Molina auf den 20. Platz im Big Air. Dort absolvierte er im März 2010 seinen 38. und damit letzten Weltcup, welchen er auf dem 18. Platz in der Halfpipe beendete.

## Teilnahmen an Weltmeisterschaften und Olympischen Winterspielen

### Olympische Winterspiele
- 2006 Turin: 33. Platz Halfpipe

### Snowboard-Weltmeisterschaften
- 2005 Whistler: 12. Platz Big Air, 29. Platz Halfpipe
- 2007 Arosa: 13. Platz Big Air, 21. Platz Halfpipe
- 2009 Gangwon: 19. Platz Big Air, 30. Platz Halfpipe
- 2011 La Molina: 20. Platz Big Air

## Weltcup-Gesamtplatzierungen
| Saison  | Gesamt | Gesamt | Halfpipe | Halfpipe | Big Air | Big Air |
| Saison  | Punkte | Platz  | Punkte   | Platz    | Punkte  | Platz   |
| ------- | ------ | ------ | -------- | -------- | ------- | ------- |
| 1997/98 | 59     | 127.   | 474      | 45.      | -       | -       |
| 2004/05 | -      | -      | 50       | 78.      | -       | -       |
| 2005/06 | 879    | 105.   | 699      | 37.      | 180     | 39.     |
| 2006/07 | 1026   | 64.    | 666      | 32.      | 360     | 23.     |
| 2007/08 | 42     | 285.   | 18       | 105.     | 24      | 89.     |
| 2008/09 | 725    | 107.   | 295      | 53.      | 430     | 27.     |
| 2009/10 | 175    | 196.   | 85       | 82.      | 90      | 59.     |